# Compagnie des tramways du Loiret

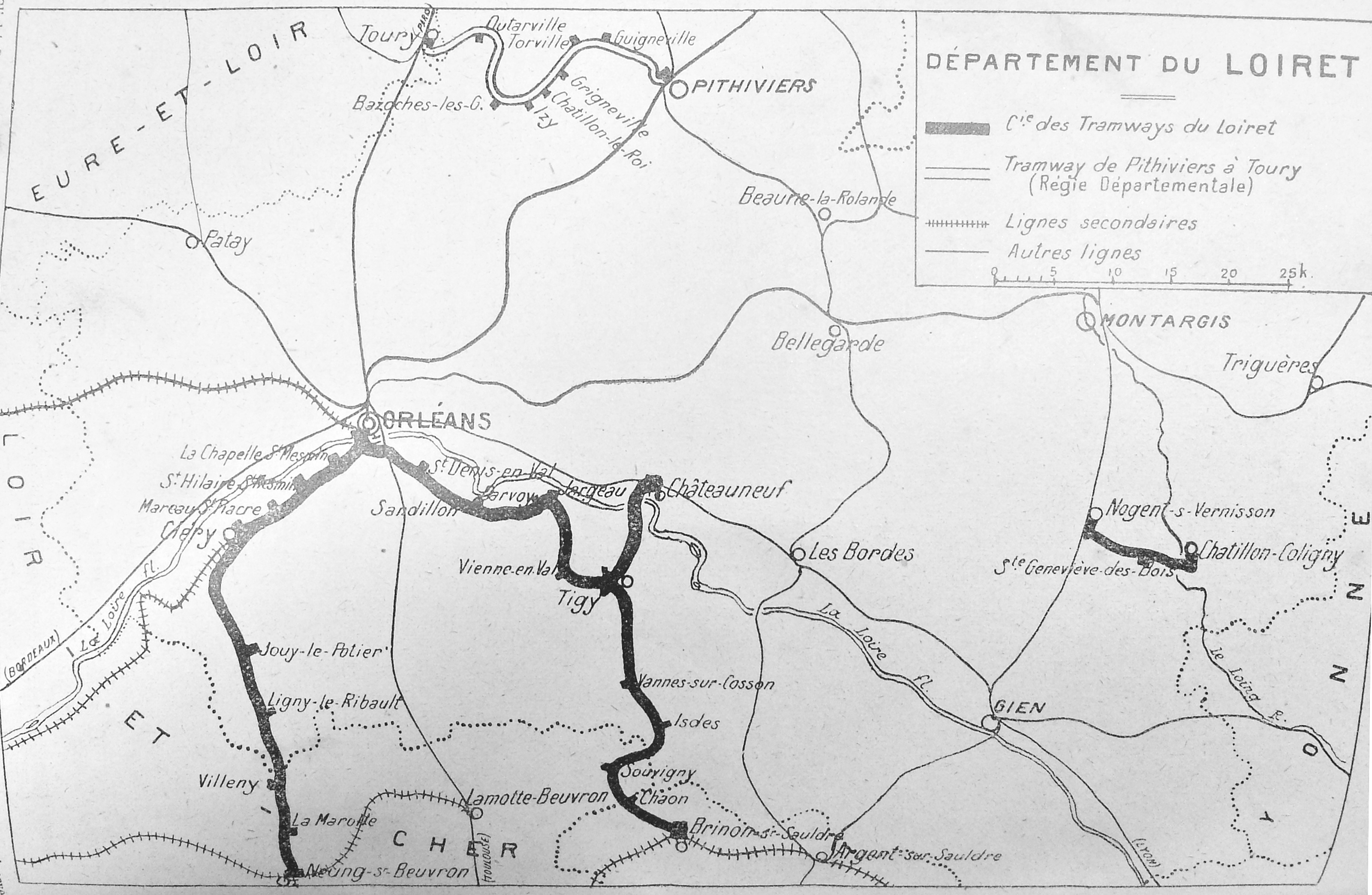
Plan du réseau des chemins de fer secondaires du Loiret en 1928

La Compagnie des tramways du Loiret (CTL) est une ancienne compagnie de chemin de fer fondée en 1905 par les frères Fougerolle, ingénieurs et constructeurs,.
La compagnie a construit puis exploité un réseau de tramway à voie métrique dans le département français du Loiret principalement ainsi que sur une partie des départements du Cher et de Loir-et-Cher entre mai 1905 et 1935. Il permet de transporter aussi bien les personnes que les marchandises.
L'ensemble des lignes associées au réseau des tramways de Loir-et-Cher formaient un réseau nommé Tramways de Sologne.

## Histoire
Les différentes lignes sont construites entre 1905 et 1908.

### Réseau ouest

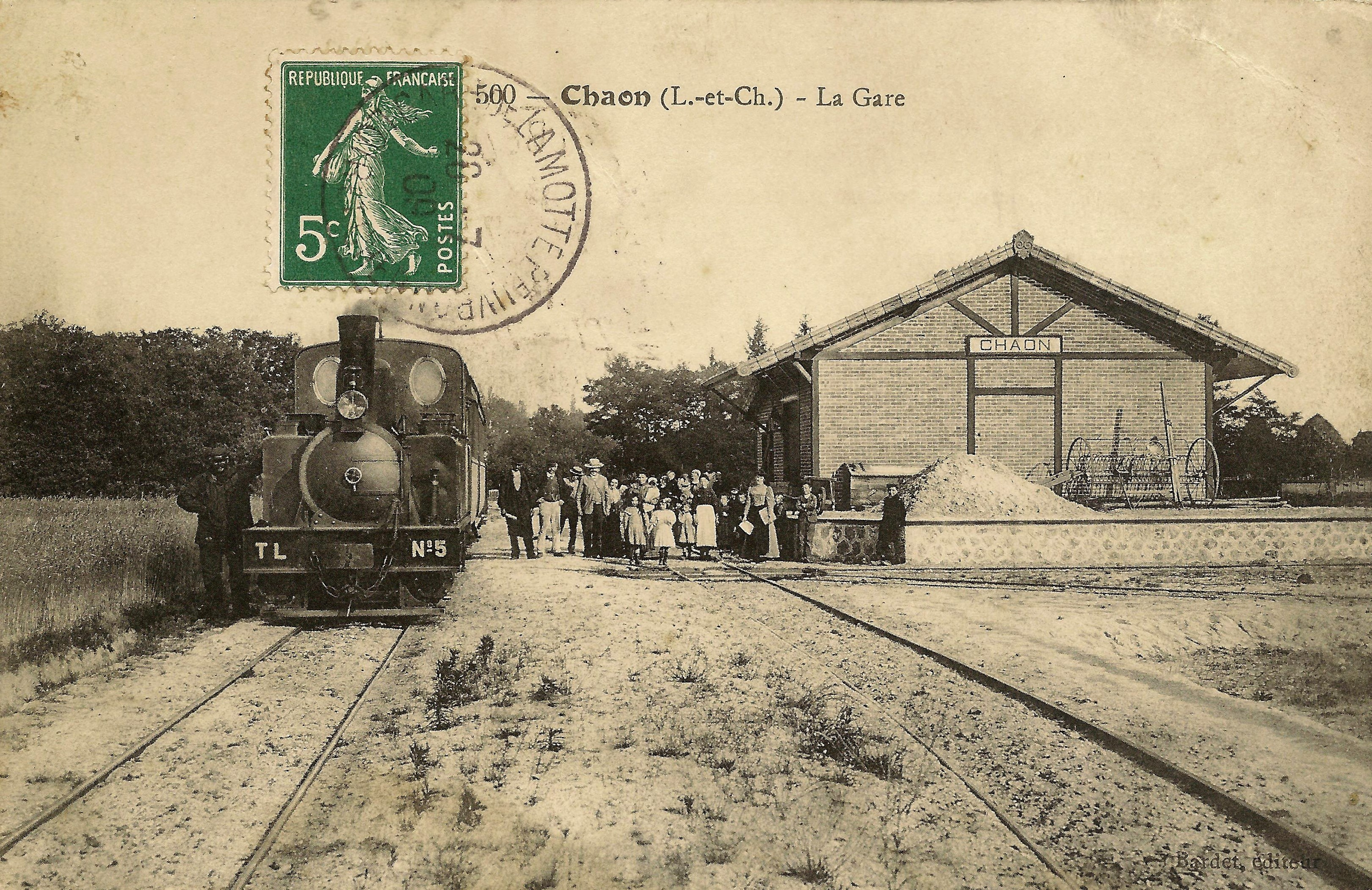
Un train en gare de Chaon

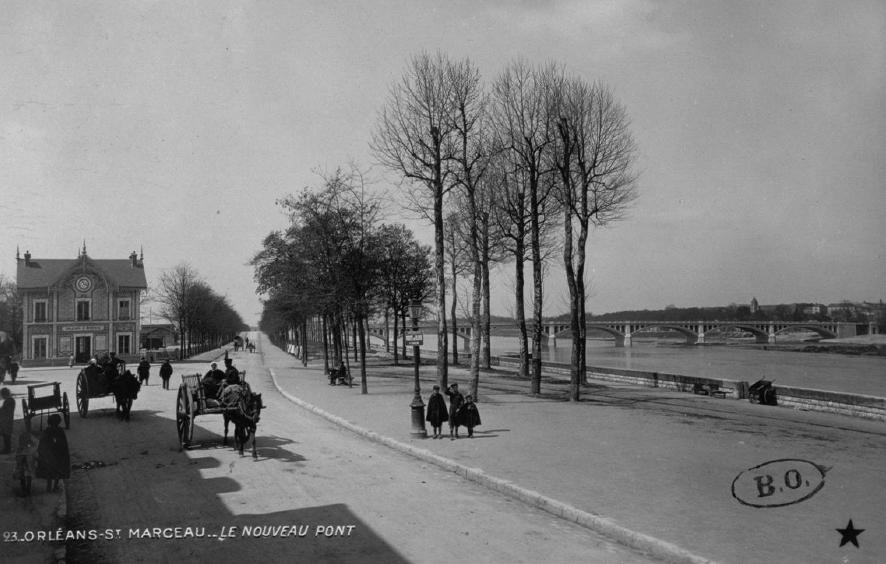
La gare Saint-Marceau et la voie des TL sur un quai de la Loire, à Orléans, en direction de Brinon-sur-Sauldre

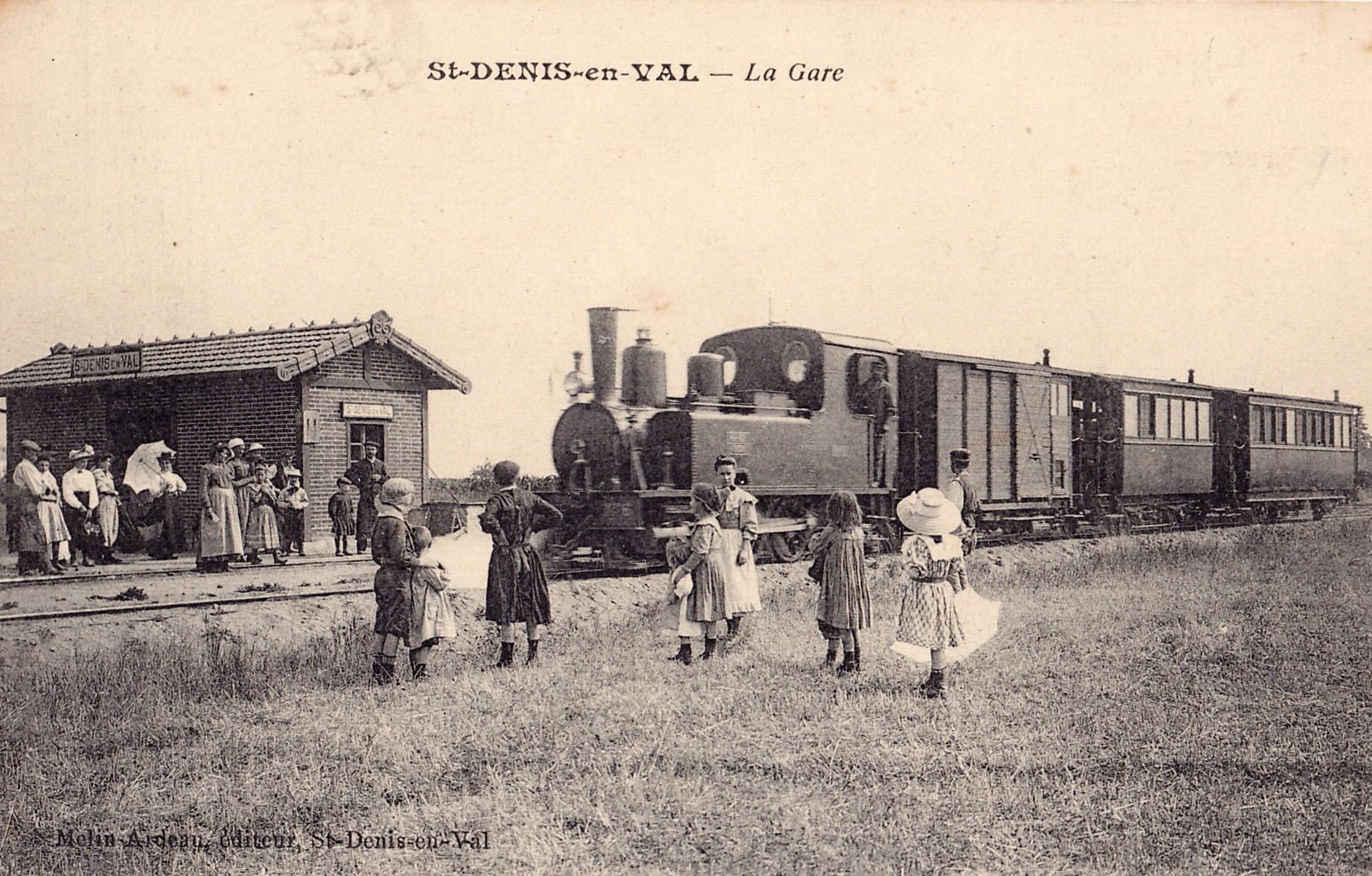
La gare de Saint-Denis-en-Val, sur la ligne Orléans - Brinon...

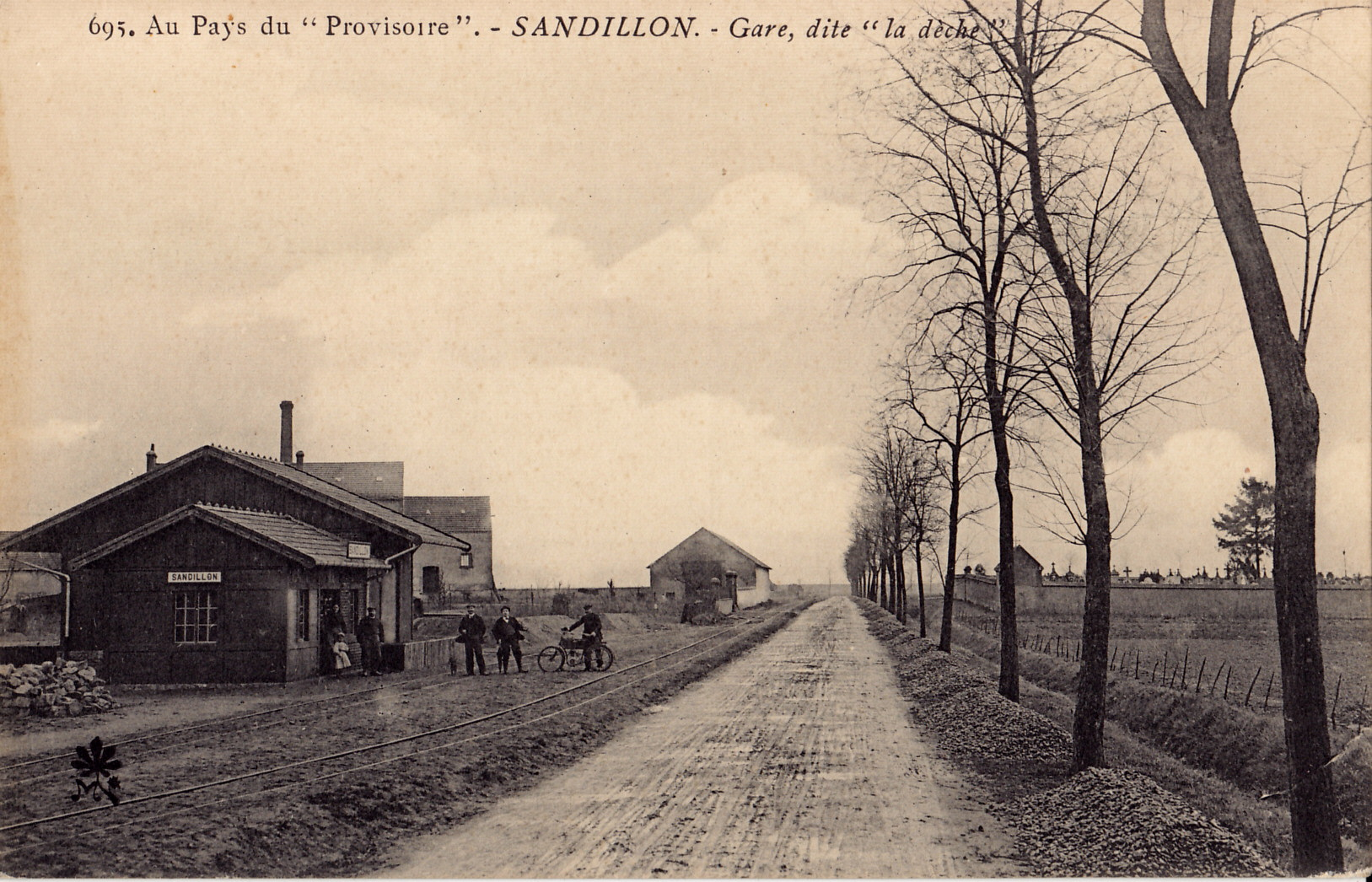
... et celle de Sandillon, sur la même ligne.
Noter la légende de la carte postale : Au pays du « provisoire », Sandillon : Gare, dite « La dèche ».

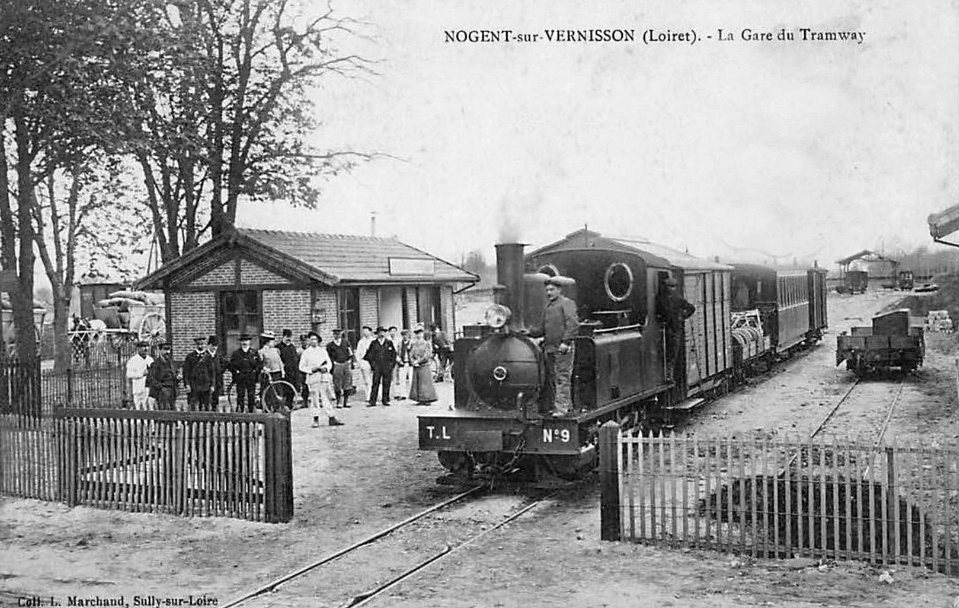
Locomotive no 9 en gare de Nogent-sur-Vernisson

La Compagnie des tramways du Loiret  est créée en 1905. Elle construit puis exploite plusieurs lignes de tramway.
L'une reliant Orléans, Saint-Jean-le-Blanc, Saint-Denis-en-Val, Sandillon, Darvoy, Jargeau, Vienne-en-Val, Tigy, Vannes-sur-Cosson, Isdes, Souvigny, Chaon et Brinon-sur-Sauldre longue de 67 km.
Un embranchement de 7 km situé à Tigy permet de rejoindre Châteauneuf-sur-Loire via Sigloy. La passerelle du Rio, à Sigloy, en constitue un vestige toujours visible.

La deuxième reliant Orléans, Saint-Nicolas, Saint-Hilaire, Mareau-Saint-Fiacre, Cléry-Saint-André, Jouy-le-Potier, Ligny-le-Ribault, Villeny, La Marolle et Neung-sur-Beuvron longue de  48 km

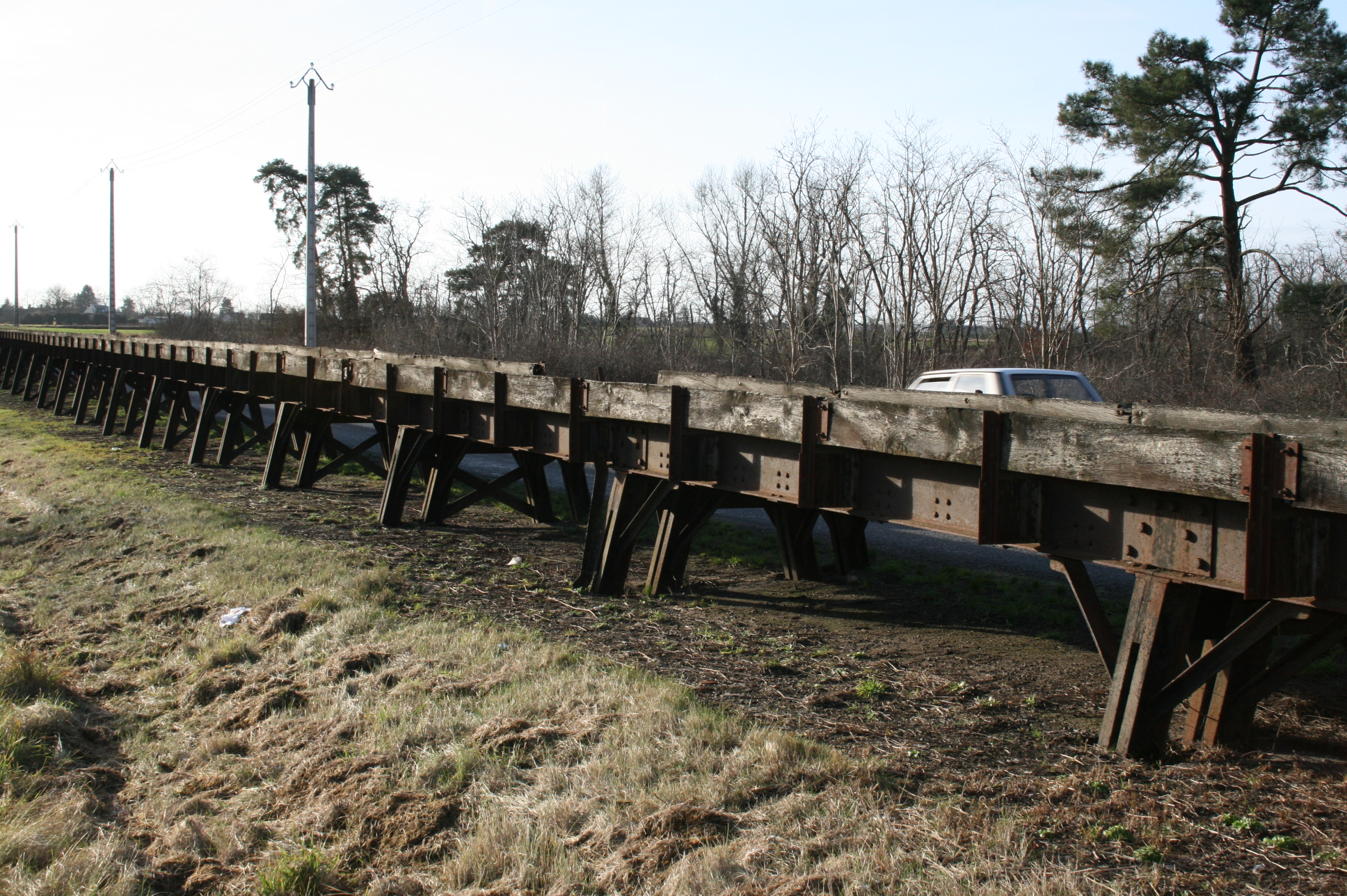
La passerelle du Rio à Sigloy sur l'embranchement menant de Tigy à Châteauneuf-sur-Loire

Enfin, une ligne est créée pour desservir la banlieue sud d'Orléans entre Saint-Hilaire et Saint-Denis-en-Val entre 1906 et 1914. Elle utilise les sections des lignes de Brinon et Neung-sur-Beuvron.
La gare centrale est située dans le quartier Saint-Marceau à Orléans sur la rive gauche de la Loire.

### Réseau est
Le réseau ouest se limite à  une ligne isolée de 10 km fut créée entre Nogent-sur-Vernisson à Châtillon-Coligny.
Un réseau complémentaire a été projeté autour de la ville de Montargis mais non réalisé :
- une ligne en boucle de  Nogent-sur-Vernisson, Châtillon-Coligny, Saint-Maurice-sur-Aveyron, Château-Renard, la Selle-sur-le-Bied, Ferrières-en-Gâtinais, Préfontaines, Sceaux, Mignères, Ladon, Lorris, et Nogent-sur-Vernisson,
- une ligne de Montargis à Châtillon-Coligny,
- une ligne de Montargis à la Selle-sur-le-Bied,
- une ligne de Montargis à Château-Landon, via Préfontaines, en correspondance avec la ligne de Montereau à Château-Landon du réseau CFD Seine-et-Marne
- une ligne de Montargis à Lorris,

## Lignes

### Orléans–Brinon-sur-Sauldre
Exploitation : 1905-1908 – 1935
Longueur : 67 km.
Tracé :
- Gare d'Orléans (correspondance avec PO et tramway d'Orléans : ➋)
- Orléans–Moulin de l'Hôpital (correspondance avec Blois–Orléans et ➋)
- Orléans–Pont Neuf (correspondance avec Orléans–Brinon-sur-Sauldre et ❸)
- Orléans–Georges V (correspondance avec Saint-Hilaire–Saint-Denis-en-Val, ❶ et ❹)
- Saint-Jean-le-Blanc (trains régionaux)
- Saint-Denis-en-Val
- Sandillon
- Darvoy
- Jargeau
- Vienne-en-Val
- Tigy (correspondances avec Tigy–Châteauneuf)
- Vannes-sur-Cosson
- Isdes
- Souvigny (Loir-et-cher)
- Chaon (Loir-et-Cher)
- Brinon-sur-Sauldre (Cher)

### Tigy–Châteauneuf
Exploitation : 1905-1908 – 1935
Longueur : 7 km.
Tracé :
- Tigy (correspondances avec Orléans–Brinon-sur-Sauldre)
- Sigloy
- Châteauneuf (trains régionaux)

### Orléans–Neung-sur-Beuvron
Exploitation : 1905-1908 – 1935
Longueur : 48 km
Tracé :
- Gare d'Orléans (correspondance avec PO et tramway d'Orléans : ➋)
- Orléans–Moulin de l'Hôpital (correspondance avec Blois–Orléans et ➋)
- Orléans–Pont Neuf (correspondance avec Orléans–Brinon-sur-Sauldre et ❸)
- Orléans–Jardin Botanique (correspondance avec Saint-Hilaire–Saint-Denis-en-Val et ❹)
- Saint-Nicolas
- Saint-Hilaire
- Mareau-Saint-Fiacre
- Cléry (correspondance avec Cléry–Blois–Amboise)
- Jouy-le-Potier
- Ligny-le-Ribault
- Villeny (Loir-et-Cher)
- La Marolle (Loir-et-Cher)
- Neung-sur-Beuvron (Loir-et-Cher – correspondance avec Neung-sur-Beuvron–Romorantin et Blois–Lamotte-Beuvron)

### Nogent-sur-Vernisson–Châtillon-Coligny
Exploitation :  –
Longueur : 10 km
Tracé :
- Nogent-sur-Vernisson (trains régionaux)
- Sainte-Geneviève-des-Bois
- Châtillon-Coligny

## Gares de jonctions
Le réseau est relié:
- au réseau des tramways de Loir-et-Cher en gare d'Orléans-Moulin de l’Hôpital (ligne provenant de Blois via Ouzouer le Marché, Ormes, Ingré) et à Neung-sur-Beuvron[3],[9] ;
- au réseau des Tramways électriques de Loir-et-Cher en gare de Cléry-Saint-André[3] ;
- au réseau du chemin de fer du Blanc-Argent en gare de Brinon-sur-Sauldre[5] ;
- au réseau de la Compagnie des chemins de fer de Paris à Lyon et à la Méditerranée (PLM) à la gare de Nogent-sur-Vernisson[5], la station du tramway est incluse dans le périmètre de la gare PLM moyennant une subvention versée à la compagnie du PLM[10] ;
- au réseau de la Compagnie du chemin de fer de Paris à Orléans (PO) à Orléans via le pont Neuf entre la gare Saint-Marceau et la gare d'Orléans[9].

## Exploitation
La compagnie assure trois aller-retour quotidien en semaine sur ses deux lignes principales et deux le week-end.
Durant la Première Guerre mondiale, le réseau est réquisitionné pour servir l'armée française.
Le déclin de la compagnie débute dans les années 1920 sous l'effet de la concurrence des camions pour les marchandises et des autocars pour les voyageurs. Le réseau ferme le 1er janvier 1935.

## Matériel roulant
La compagnie dispose du matériel roulant suivant :
- Locomotives à vapeur :

no 1 à 4, de type 030t, Corpet-Louvet, n° constructeur 989-993, livrées en 1904 ;
no 5 à 7, de type 030t, Corpet-Louvet, n° constructeur 995-997, livrées en 1904 ;
no 8, de type 030t, Corpet-Louvet, n° constructeur 1074, livrée en 1905 ;
no 9, de type 030t, Corpet-Louvet, n° constructeur 999, livrée en 1905 ;
- Voitures voyageurs :

sept voitures à deux essieux rayonnants système de Rechter : 5 unités (1re-2de classe) et 2 unités (2de classe) ;
17 voitures à deux essieux : 2 unités (1re-2de classe) et 15 unités (2de classe) ;
- Fourgon à bagages :

sept unités ;
- Wagons de marchandises :

20 wagons couverts,
10 wagons tomberaux,
10 wagons plats,
10 wagons plats à traverse mobile.